# Wit-Russisch kampioenschap wielrennen op de weg

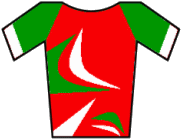
De Wit-Russische kampioenentrui

Het Wit-Russisch kampioenschap wielrennen op de weg is in de vier onderdelen wegwedstrijd en individuele tijdrit bij zowel de mannen als de vrouwen een jaarlijkse georganiseerde wielerwedstrijd waarin om de nationale titel van Wit-Rusland wordt gestreden. De kampioen draagt een trui in de kleuren van de vlag van Wit-Rusland in de categorie waarin de titel is behaald.

## Mannen

### Wegwedstrijd
| Jaar | Goud                   | Zilver                 | Brons                  |
| ---- | ---------------------- | ---------------------- | ---------------------- |
| 1996 | Viatcheslav Guerman    | Oleg Bondarik          | Pavel Kavetzky         |
| 1997 | Sergej Borodoulin      | Alexander Charapov     | Andrej Borodoulin      |
| 1998 | Alexander Charapov     | Aljaksandr Oesaw       | Alexander Kozlov       |
| 1999 | Jawhen Senjoesjkin     | Evgeni Golovanov       | Sergej Borodoulin      |
| 2000 | Alexandre Kozlov       | Aljaksandr Koetsjynski | Dimitri Aulasenko      |
| 2001 | Jawhen Sobal           | Aleksej Levdanski      | Alexandre Kozlov       |
| 2002 | Aljaksandr Oesaw       | Alexandr Kozlov        | Kanstantsin Siwtsow    |
| 2003 | Jawhen Sobal           | Kanstantsin Siwtsow    | Jawhen Hoetarovitsj    |
| 2004 | Jawhen Sobal           | Vladimir Autko         | Vasil Kiryjenka        |
| 2005 | Aljaksandr Koetsjynski | Anatoli Chaburka       | Vladimir Autko         |
| 2006 | Kanstantsin Siwtsow    | Aljaksandr Koetsjynski | Anatoli Chaburka       |
| 2007 | Branislaw Samojlaw     | Aljaksandr Koetsjynski | Jawhen Hoetarovitsj    |
| 2008 | Jawhen Hoetarovitsj    | Aljaksandr Koetsjynski | Aljaksandr Oesaw       |
| 2009 | Jawhen Hoetarovitsj    | Aljaksandr Koetsjynski | Patrik Moren           |
| 2010 | Aljaksandr Koetsjynski | Jawhen Sobal           | Konstantin Klimjankow  |
| 2011 | Aljaksandr Koetsjynski | Kanstantsin Siwtsow    | Branislaw Samojlaw     |
| 2012 | Jawhen Hoetarovitsj    | Sjarhej Papok          | Aljaksandr Koetsjynski |
| 2013 | Andrei Krasilnikau     | Sjarhej Papok          | Ihar Mytsko            |
| 2014 | Jawhen Hoetarovitsj    | Kolya Shumov           | Nikita Zharoven        |
| 2015 | Andrei Krasilnikau     | Dzmitry Zhyhunou       | Aljaksandr Koetsjynski |
| 2016 | Kanstantsin Siwtsow    | Kolya Shumov           | Branislaw Samojlaw     |
| 2017 | Mikalaj Sjoemaw        | Anton Ivashkin         | Aljaksandr Raboesjenka |
| 2018 | Stanislaw Bazjkow      | Sjarhej Papok          | Branislaw Samojlaw     |
| 2019 | Jawhen Sobal           | Anton Ivashkin         | Vasil Strokaw          |
| 2020 | Jawhen Sobal           | Aljaksandr Raboesjenka | Jawhen Karaljok        |
| 2021 | Stanislaw Bazjkow      | Mark Grinkevich        | Jawhen Sobal           |

### Tijdrit
| Jaar | Goud                | Zilver                 | Brons                  |
| ---- | ------------------- | ---------------------- | ---------------------- |
| 1997 | Alexandre Choupikov | Pavel Kavetzky         | Yauheni Seniushkin     |
| 1998 | Alexandre Choupikov | Igor Grimkov           | Alexander Kozlov       |
| 1999 | Viktar Rapinski     | Andrej Voinau          | Vasil Kiryjenka        |
| 2000 | Viktar Rapinski     | Vasil Kiryjenka        | Dimitri Aulasenko      |
| 2001 | Viktar Rapinski     | Vasil Kiryjenka        | Aljaksandr Koetsjynski |
| 2002 | Vasil Kiryjenka     | Kanstantsin Siwtsow    | Aljaksandr Koetsjynski |
| 2003 | Jawhen Sobal        | Dimitri Aulasenko      | Kanstantsin Siwtsow    |
| 2004 | Kanstantsin Siwtsow | Vasil Kiryjenka        | Jawhen Sobal           |
| 2005 | Vasil Kiryjenka     | Viktar Rapinski        | Vladimir Autko         |
| 2006 | Vasil Kiryjenka     | Aljaksandr Koetsjynski | Anatoli Chaburka       |
| 2007 | Andrej Koenitski    | Branislaw Samojlaw     | Vasil Kiryjenka        |
| 2008 | Andrej Koenitski    | Vasil Kiryjenka        | Aljaksandr Koetsjynski |
| 2009 | Branislaw Samojlaw  | Andrei Krasilnikau     | Siarhei Novikau        |
| 2010 | Branislaw Samojlaw  | Andrei Krasilnikau     | Siarhei Novikau        |
| 2011 | Kanstantsin Siwtsow | Ilja Kasjavy           | Andrei Holubeu         |
| 2012 | Branislaw Samojlaw  | Andrej Krasilnikau     | Stanislau Bazhkou      |
| 2013 | Kanstantsin Siwtsow | Andrei Krasilnikau     | Branislaw Samojlaw     |
| 2014 | Kanstantsin Siwtsow | Sjarhej Papok          | Branislaw Samojlaw     |
| 2015 | Vasil Kiryjenka     | Branislaw Samojlaw     | Aleh Ahiyevich         |
| 2016 | Kanstantsin Siwtsow | Branislaw Samojlaw     | Aleh Ahiyevich         |
| 2017 | Stanislaw Bazjkow   | Anton Muzychkin        | Jawhen Sobal           |
| 2018 | Vasil Kiryjenka     | Branislaw Samojlaw     | Kanstantsin Siwtsow    |
| 2019 | Jawhen Sobal        | Branislaw Samojlaw     | Jawhen Karaljok        |
| 2020 | Jawhen Karaljok     | Branislaw Samojlaw     | Mikhail Shemetau       |
| 2021 | Jawhen Karaljok     | Stanislaw Bazjkow      | Jawhen Sobal           |

## Vrouwen

### Wegwedstrijd
| Jaar | Goud                 | Zilver                 | Brons                |
| ---- | -------------------- | ---------------------- | -------------------- |
| 1999 | Tatiana Makeyeva     | Veronika Sharametsyeva | Oksana Zviagintseva  |
| 2000 | Tatiana Makeyeva     | Volha Koushniarevich   | Valiantsina Vaulchok |
| 2001 | Tatiana Makeyeva     | Volha Hayeva           | Volha Koushniarevich |
| 2002 | Volha Hayeva         | Veronika Sharametsyeva | Yulia Cherepan       |
| 2003 | Volha Hayeva         | Tatsiana Sharakova     | Tatiana Makeyeva     |
| 2004 | Volha Hayeva         | Tatsiana Sharakova     | Maria Halan          |
| 2005 | Tatsiana Sharakova   | Alena Hetsman          | Veranika Vyrastka    |
| 2006 | Alena Hetsman        | Veronika Sharametsyeva | Hanna Subota         |
| 2007 | Tatsiana Sharakova   | Aksana Papko           | Alena Amjaljoesik    |
| 2008 | Ekatseryna Sharakova | Zinaida Stahoerskaja   | Irina Asavets        |
| 2009 | Tatsiana Sharakova   | Oksana Popko           | Alena Sitsko         |
| 2010 | Aksana Papko         | Alena Amjaljoesik      | Iryna Kryuchkova     |
| 2011 | Alena Amjaljoesik    | Tatsiana Sharakova     | Alena Sitsko         |
| 2012 | Tatsiana Sharakova   | Svetlana Stahurskaia   | Alena Amjaljoesik    |
| 2013 | Alena Amjaljoesik    | Marina Shmayankova     | Ksenija Toehaj       |
| 2014 | Alena Amjaljoesik    | Alena Sitsko           | Ksenija Toehaj       |
| 2015 | Alena Amjaljoesik    | Tatsiana Sharakova     | Ina Savenka          |
| 2016 | Tatsiana Sharakova   | Ksenija Toehaj         | Polina Pivovarova    |
| 2017 | Tatsiana Sharakova   | Hanna Tserakh          | Ina Savenka          |
| 2018 | Alena Amjaljoesik    | Taisa Naskovich        | Hanna Tserakh        |
| 2019 | Tatsiana Sharakova   | Hanna Tserakh          | Alena Amjaljoesik    |
| 2020 | Tatsiana Sharakova   | Marina Zoejeva         | Polina Pivovarova    |
| 2021 | Tatsiana Sharakova   | Hanna Tserakh          | Alina Abramenko      |

### Tijdrit
| Jaar | Goud               | Zilver               | Brons                    |
| ---- | ------------------ | -------------------- | ------------------------ |
| 1999 | Tatiana Makeyeva   | Svetlana Sytchova    | Veronika Sharametsyeva   |
| 2000 | Tatiana Makeyeva   | Alena Hetsman        | Valiantsina Vaulchok     |
| 2001 | Tatiana Makeyeva   | Volha Koushniarevich | Alena Hetsman            |
|      |                    |                      |                          |
| 2003 | Alena Hetsman      |                      |                          |
|      |                    |                      |                          |
| 2005 | Tatsiana Sharakova | Alena Hetsman        |                          |
| 2006 | Alena Sitsko       | Alesya Belaichuk     |                          |
| 2007 | Tatsiana Sharakova | Elena Dylko          | Alena Amjaljoesik        |
| 2008 | Tatsiana Sharakova | Aksana Papko         | Hanna Talkanitsa         |
| 2009 | Tatsiana Sharakova | Anna Tolkanitsa      | Alena Amjaljoesik        |
| 2010 | Aksana Papko       | Alena Sitsko         | Tatiana Panina-Shishkova |
| 2011 | Alena Amjaljoesik  | Tatsiana Sharakova   | Aksana Papko             |
| 2012 | Alena Amjaljoesik  | Elena Dylko          | Alena Sitsko             |
| 2013 | Alena Amjaljoesik  | Alena Sitsko         | Volha Masiukovich        |
| 2014 | Alena Amjaljoesik  | Volha Masiukovich    | Polina Pivovarova        |
| 2015 | Alena Amjaljoesik  | Tatsiana Sharakova   | Alena Sitsko             |
| 2016 | Tatsiana Sharakova | Alena Amjaljoesik    | Katsiaryna Piatrouskaya  |
| 2017 | Tatsiana Sharakova | Ina Savenka          | Palina Pivovarova        |
| 2018 | Alena Amjaljoesik  | Ina Savenka          | Katsiaryna Piatrouskaya  |
| 2019 | Tatsiana Sharakova | Alena Amjaljoesik    | Anastasiya Olesava       |
| 2020 | Tatsiana Sharakova | Ina Savenka          | Palina Pivovarova        |
| 2021 | Tatsiana Sharakova | Hanna Tserakh        | Marina Zoejeva           |